# Сегизуй
Сегизуй (каз. Сегізүй) — упразднённое село в Сырымском районе Западно-Казахстанской области Казахстана. Входило в состав Шолаканкатынского сельского округа. Исключено из учётных данных в 2024 году.
Код КАТО — 275859500.

## Население
В 1999 году население села составляло 385 человек (202 мужчины и 183 женщины). По данным переписи 2009 года, в селе проживало 39 человек (22 мужчины и 17 женщин).